# キネシオテープ

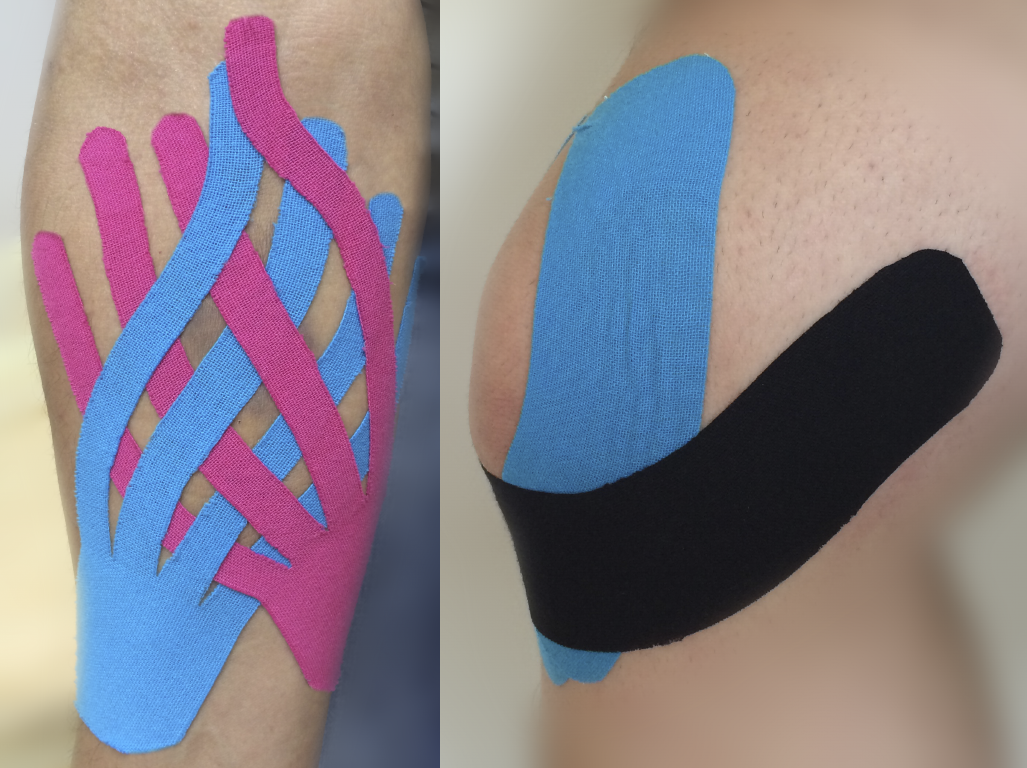
キネシオテープを使ったテーピングの例

キネシオテープとは、アクリル系粘着剤を用いた伸縮性のある綿やアクリルのテープで、運動による障害や疼痛を治療する目的で使われる。キネシオロジーテープ、Kテープ、KT、英語ではelastic therapeutic tapeとも呼ばれている 。2008年にテレビでの露出を通じて大衆に普及した。
医学界からは、プラセボを超えるエビデンスはないと評価されている。

## 概要
健康な筋肉と同じ伸縮率を持つテープであるとされており、筋肉に沿って貼ることで効果を発揮するとされる。テープを張ることで体内に隙間が出来てリンパ液の流れが良くなり、それにより新陳代謝が改善し、自然治癒力が高まり、貼っておくだけで筋肉の痛みや凝り、怪我・手術後の内出血の治りが早くなると主張されている。
米国公認カイロプラクターの加瀬建造が1970-80年代に開発した。彼の会社が「キネシオ」のブランド名で商品を販売し、ジェネリック商品が「キネシオ」という言葉を使用するのを防ぐために法的措置を講じている。キネシオ アイピー エルエルシーが商標の「キネシオテーピング」と「キネシオ」を所有しており、加瀬建造が会長を務める一般社団法人キネシオテーピング協会が普及を図っている。
慢性的な筋骨格痛がある人の場合キネシオテープは痛みの緩和に役立つが、他の治療法に優るものではないことが示されており、慢性痛の身体障害を軽減するというエビデンスはない。
医学のコミュニティと科学的懐疑主義のコミュニティは、キネシオテープには利点はあるが、プラセボを超える実証可能な科学的エビデンスはなく、疑似科学的治療であると明言した。
主なメーカーは、ピップフジモト、ニチバン、日東電工（ニトムズ）、アルケアなど。

## 理論・方法
加瀬建造は現代医学に疑問を持っており、リウマチ治療の「超低温療法」でテープを使って変形した関節を元に戻すという話を聞き、興味をもって研究し、リウマチの原因は筋肉であると思うようになり、テープで固定せずに筋肉に沿って貼るという方法を考え出した。キネシオテーピング協会は、この治療法は人間の体の動きの科学的研究であるキネシオロジーから来ているとしてる。
キネシオテーピング協会は、キネシオテープを使ったテーピングを「キネシオテーピング」と呼び、これは単なるテーピング技術ではなく、皮膚・筋肉・筋膜・リンパ等から、多角的に人体や障害を診断できる技術であるとしている。

## 宣伝と普及
2008年北京オリンピックと2012年ロンドンオリンピックで選手に無料で配ったことで一気に人気が上がり、2008年のビーチバレーのイベントでケリー・ウォルシュ・ジェニングスとミスティ・メイトレーナーが使っていたことで広く露出し大衆化した
2012年に科学ジャーナリストの Brian Dunning は、オリンピック以外の場所でキネシオテープを付けた運動選手、プロビーチボールプレイヤーを見たことがない理由を熟考し、キネシオテープの人気は完全にテレビ放送のスポンサーをしていたためだと考えた。

## 民間資格
キネシオテーピング協会は、キネシオテーピングの基礎知識から指導員までの4段階の民間資格を発行し、様々なセミナーを行っている。